# الحبيل الغربي (عبس)

تعديل مصدري - تعديل

الحبيل الغربي هي إحدى قرى عزلة الوسط بمديرية عبس التابعة لمحافظة حجة، بلغ تعداد سكانها 194 نسمة حسب تعداد اليمن لعام 2004.